# ماشین جذب نوری برای حل مشکل نور زیاد
ماشین جذب نوری برای حل مشکل نور زیاد: وجود نور برای جلبک‌های فیتوپلانکتونی متفاوت است چون آنها مدام در عمق‌های مختلف با پروسه‌ی ترکیب عمودی، جابه‌جا می‌شوند. به همین دلیل، میکرو جلبک‌ها می‌بایست انعطاف پذیر باشند تا تغییرات کوتاه مدت نوری را تحمل کنند به خصوص نور زیاد که می‌تواند باعث اختلال در PSII شود. دیاتوم‌ها ظرفیت مناسبی در تحمل نور بالا دارند. چرخه‌ی دیادیون زانتین یکی از چرخه‌های زانوفیل   هستند که در باسیلاریوفیس‌ها، زانتوفیس‌ها، هاپتوفیس‌ها و دینوفیس‌ها وجود دارد و مهم‌ترین مکانیسم مراقبت از نور دیاتوم‌ها به حساب می‌آید. سایز کلی دیادیون زانتین در P. تریکوترنتوم با رژیم نوری تنظیم شده و تحت نور بالا کاملاً به دفع فوتوشیمیایی مربوط می‌شوند. P. تریکوترنتوم نیز یک پروتئین جذب نور (LHCSR) دارد که در تنظیم انرژی نوری و اتلاف آن نقش دارد. علاوه بر این، دیاتوم‌ها ترن اور سریع زیر مجموعه‌های چند گانه‌ی PSII را دارد از جمله پروتئین D1 و جایگاه‌های چرخه‌ی تعمیر برای حفظ عمل PSII به خصوص در آغاز تابش نور شدید. 
این ظرفیت دیاتوم‌ها، مزیت اکولوژیکی دیاتوم‌ها را توضیح می‌دهد و بنابراین توجیه خوبی برای وفور آنها در اقیانوس های عصر کنونی است، البته دیاتوم‌ها ویژگی‌های دیگری هم دارند که به موفقیت آنها منجر می‌شود و برخی از آنها مربوط به ترکیب منحصر به فرد مسیرهای متابولیکی می‌باشد. 